# 梁世奇
梁世奇（英語：Awonder Liang，2003年4月9日—），美籍华裔国际象棋神童，现为西洋棋特级大师。他出生于美国威斯康星州麦迪逊，父亲梁英明原先是一名中国赴美留学生。
2011年8月，年仅8岁118天的梁世奇就在一场比赛中击败一位国际大师，成为击败国际大师最年轻的棋手，打破了法比亚诺·卡鲁阿纳之前保持的纪录。同年11月，获世界国际象棋8岁组冠军，并被国际棋联授予棋联大师称号。
2012年7月，梁世奇在慢棋赛中击败国际象棋特级大师拉里·考夫曼，以9岁111天成为达成此一成就最年轻的棋手。2013年3月，不到10岁的梁世奇获得美国国际象棋协会授予的国家大师称号，成为了美国历史上最年轻的国家大师，比之前山繆·謝維揚保持的纪录提前了十天。同年，他还夺得了世界国际象棋10岁组冠军。
2014年6月，梁世奇获得了第一个国际大师序分。2015年11月25日，他以12岁7月6天的年龄获得了第三个、也是最后一个国际大师序分，达成了国际棋联授予国际大师的标准，使他成为了美国棋坛有史以来最年轻的国际大师。